# Katreeya English
Katreeya "Kat" English (em tailandês:  แคทรียา อิงลิช) é uma cantora, atriz e modelo Britânica-Tailandesa. Ela é uma Eurásia ou Luk kreung, com o pai Britânico e mãe Tailandesa, e também é fluente em Tailandês e Inglês. Ela lançou 5 álbuns de estúdio, o mais recente é o Sassy K pela GMM Grammy. Em 2015, ela gravou "They Call Us The Royals", uma nova canção para a Reading F.C. do Campeonato da Liga de Futebol Inglesa. Ela possui uma pós-graduação em Bacharel de Artes em inglês de Assunção.

## Discografia

### Álbuns de estúdio
- 2007 – Sassy K
- 2006 – Best Hits of Kat
- 2005 – Lucky Girl
- 2003 – Siamese Kat
- 2001 – Kat Around The Clock

### Outros Álbuns
- 2007 – Show Girls (grupo)
- 2007 - Lei Rai Ubai Ruk (trilha sonora)
- 2006 - Perd Floor  (com a colaboração de Aves Thongchai McIntyre)
- 2005 – Tiwa Hula Hula (grupo)
- 2005 – Ruk Bussaba (trilha sonora)
- 2003 – Fan Jaa Sanit Gun Laow Jaa (com a colaboração de Aves Thongchai McIntyre)
- 2002 – Choot Rub Kak (com a colaboração de Aves Thongchai McIntyre)
- 2002 – 2002 Ratree (grupo formado por China, Dolls, YaYa Ying e Jennifer Politanon)
- 2001 – Cheer (grupo)
- 2001 – Mos Kat (dueto)
- 2000 - Sao Noi (trilha sonora)

## Filmografia

### Filmes
| Filmes | Filmes                         | Filmes                | Filmes |
| ------ | ------------------------------ | --------------------- | ------ |
| Ano    | Título                         | Papel                 | Studio |
| 1992   | A-nueng Kit-teung por Sang-keb | Five Stars Production |        |
| 1992   | Chem laew kor Cham             |                       |        |

### Série de Televisão
| Série de Televisão | Série de Televisão                                  | Série de Televisão             | Série de Televisão |
| ------------------ | --------------------------------------------------- | ------------------------------ | ------------------ |
| Ano                | Título                                              | Papel                          | Canal              |
| 1993               | Khun Ying Jom Kaen                                  | Senhora Kantima                | Channel 3          |
| 1994               | Nam Sai Jai Jing                                    | Creme                          | Channel 7          |
| 1994               | Kaw Pluek                                           | Kasatha                        | Channel 7          |
| 1995               | Sakawduen                                           | Sakawduen                      | Channel 3          |
| 1997               | Kemarin Intira                                      | Intira                         | Channel 5          |
| 1997               | Salakjid                                            | Salakjid                       | Channel 3          |
| 1997               | São Sai Hi-tech                                     | Reung-Rin                      | Channel 3          |
| 1997               | Meu Amor, Katreeya                                  | Charlette                      | Channel 3          |
| 1998               | Ruam Ngan Rak                                       | Satreewit                      | Channel 3          |
| 1998               | Nang Bap                                            | Lai Tanga                      | Channel 7          |
| 1999               | Salak Jit                                           | Salak Jit Pakdeebordin / "Joy" | Channel 3          |
| 1999               | Wimarn Mekkala (Paraíso Terrestre)                  | Mekkala                        | Channel 7          |
| 1999               | Pungnee Chan Ja Rak Khun (Amanhã, eu vou Amar Você) | Ni-aorn                        | Channel 7          |
| 2001               | Kon Música Kom                                      | Nattamon                       | Channel 5          |
| 2002               | São Noy Nai Takeangkeaw (Genie in a Bottle)         | Genie / Jintana                | Channel 7          |
| 2005               | Budtsaba Siri Phom (Senhora, Menino)                | Budtsaba                       | Channel 3          |
| 2005               | Lei Rai Ubai Ruk (Truques de Amor)                  | Parissa                        | Channel 7          |
| 2010               | Fad Na Ya (Gêmeos)                                  | Pang / Prang                   | Channel 3          |
| 2011               | Duang-Ta Sawarn (Céu os Olhos)                      | Pan Dunna                      | Channel 3          |
| 2015               | Song Ruk Song Winyarn (Song kiếp đào hoa)           | Ratchanee Amatawong            | One 31             |
| 2016               | Sao Noi Cafe                                        | Kwanjai                        | PPTV36             |
| 2017               | Phloeng Rak Fai Man                                 | Pornpaji / "Ji"                | Channel 8          |
| 2018               | Rabum Marn (Vũ điệu của quỷ)                        | Chalita                        | Channel 7          |
| 2019               | Samee See Thong (Những anh chồng vàng)              | Nira                           | AmarinTV           |
| 2020               | Talay Prae (Biển động / Biển xanh sâu thẳm)         | Lampang (Pan)                  | AmarinTV           |
| 2020               | Ruen Sai Sawart (Oán hận phải trả)                  | Khun Ying Tarpthip             | Channel 8          |
| 2020               | Phariya                                             | Sripapai                       | Channel 8          |
| 2020               | Nam Pueng Kom                                       | Rose                           | Channel 3          |
|                    | Wayra Arkart                                        |                                | Channel 8          |